# Bennata Otten

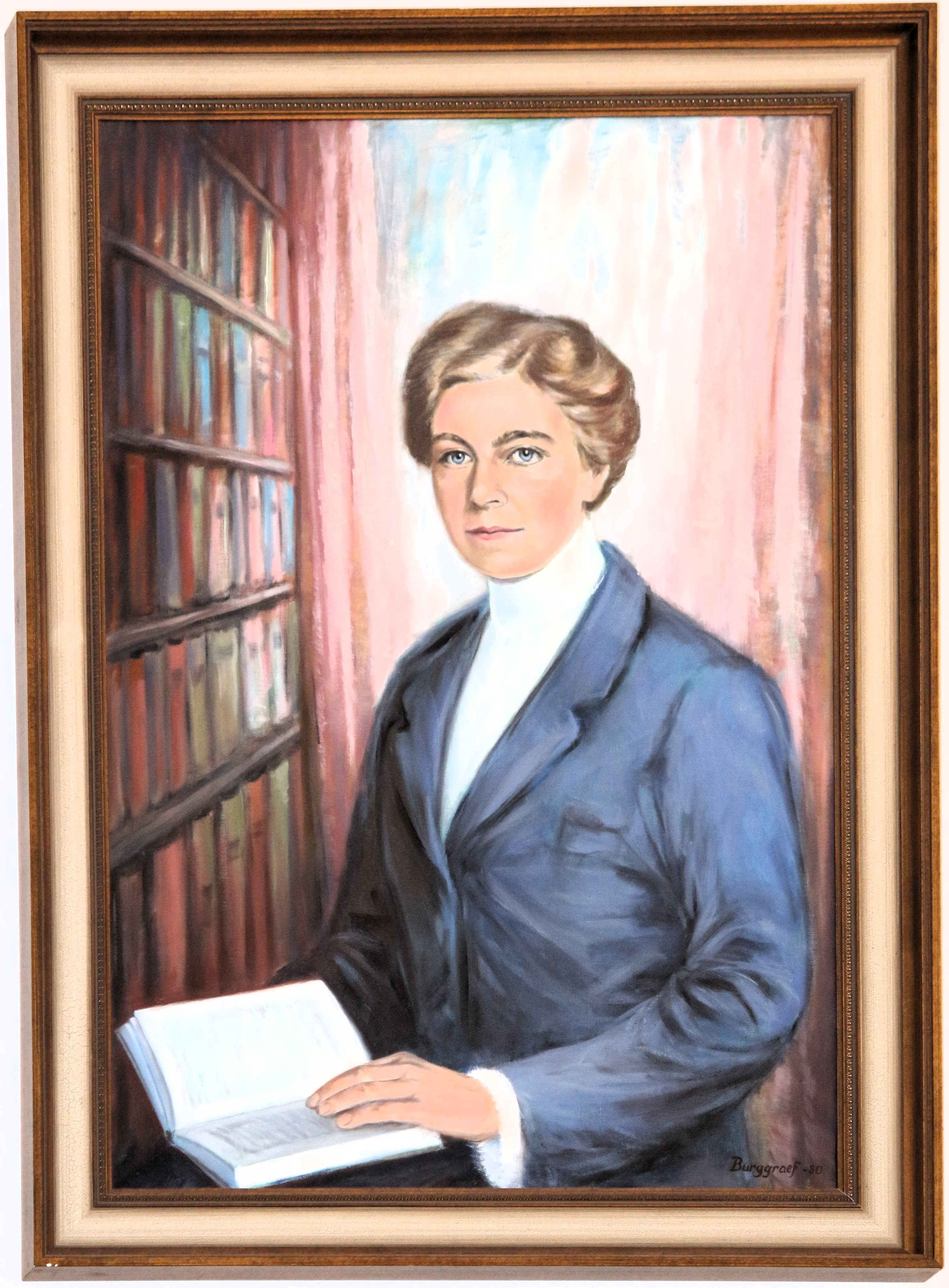
Bennata Otten

Bennata Otten (* 21. Dezember 1882 in Lübeck; † 17. April 1955 ebenda) war eine deutsche Bibliothekarin.

## Leben
Bennata Otten wurde 1882 als Tochter des aus Ostfriesland stammenden Kaufmanns Friedrich Reinhard Otten und seiner Frau Emma, geb. Pflüg, die aus einer Lübecker Weinhändlerfamilie stammte, in Lübeck geboren.
Nach dem Besuch der Freeseschen Schule in Lübeck besuchte sie in Berlin einen der ersten Lehrgänge für Bibliothekarinnen, der im Zuge der Bücherhallenbewegung von Christlieb Gotthold Hottinger (1848–1914) angeboten wurde.
Anfang des 20. Jahrhunderts arbeitete sie für kurze Zeit beim Verlag der Deutschen Dichter-Gedächtnis-Stiftung in Hamburg. 1905 kehrte sie nach Lübeck zurück und übernahm wirksam zum 1. September 1906 die Leitung der Lübecker Bücherhalle. Diese war 1879 als Volksbibliothek von der Gesellschaft zur Beförderung gemeinnütziger Tätigkeit zur Ergänzung der damals rein wissenschaftlich ausgerichteten Stadtbibliothek gegründet worden. Damit wurde Otten nach Bona Peiser die zweite Frau in Deutschland, die hauptamtlich eine Bücherei leitete.
Otten sah ihre Aufgabe darin, eine moderne Bücherei nach dem Vorbild der Public Library aufzubauen. Unter ihrer Leitung vermehrte sich der Buchbestand von 6000 Bänden 1906 auf 25000 im Jahre 1923, die Zahl der Entleihungen stieg bis 1920 von anfangs 73000 auf 189000. Es wurden drei Stadtteilbüchereien und eine Kinder- und Jugendbücherei gegründet. Hinzuweisen wäre aber noch auf ihr nationales wie auch soziales Verantwortungsgefühl seit Kriegsbeginn 1914 (Erster Weltkrieg), indem sie Lazarettbibliotheken zusammenstellte und eine Abteilung „Lesestoff für unsere Truppen“ organisierte. Ebenso kümmerte sie sich darum, dass die Zweigstellen weiter für die Bevölkerung geöffnet blieben.
Sie verarbeitete ihre Lübecker Erfahrungen in einem deutschlandweit benutzten Handbuch und setzte sich für die damals in Deutschland kaum verbreitete Freihandausleihe nach angelsächsischem Vorbild ein, womit sie im Berufsverband einen Richtungsstreit auslöste.
Im Zuge der Verstaatlichung der Öffentlichen Bücherei wurde diese 1923 der Stadtbibliothek und ihrem Direktor Willy Pieth unterstellt. Da Otten den Verlust der Eigenständigkeit nicht mittragen konnte und wollte, schied sie aus dem Bibliotheksdienst aus und machte sich mit einer Firma für Büromöbel und Büchereibedarf selbständig. Ihre Nachfolgerin wurde Meta Corssen.
Bennata Ottens Porträt hängt heute im Scharbausaal der Stadtbibliothek.

## Werke
- Die deutschen Volksbibliotheken und Lesehallen in Städten über 10000 Einwohner. Harrassowitz, Leipzig 1910.
- Bibliothekstechnische Ratgeber für Volksbibliotheken, Lesehallen und verwandte Büchereien mit Bibliographie der Fachliteratur von 1900–1912. Harrassowitz, Leipzig 1913.
- Kriegsgedichte aus den ersten Monaten des Weltkrieges 1914. Schmidt, Lübeck 1914.